# Psammocora nierstraszi
Psammocora nierstraszi är en korallart som beskrevs av van der Horst 1921. Psammocora nierstraszi ingår i släktet Psammocora och familjen Siderastreidae. IUCN kategoriserar arten globalt som livskraftig. Inga underarter finns listade i Catalogue of Life.